# 德吕昂斯河
德吕昂斯河（法語：Druance，法語發音：[dʁyɑ̃s]）是法国诺曼底大区卡尔瓦多斯省的河流，是努瓦罗河的左支流，长31.2千米，发源自莱蒙多奈，于诺曼底地区孔代流入努瓦罗河。